# The Lost City of Z
The Lost City of Z (prt A Cidade Perdida de Z) é um filme norte-americano de ação, dirigido e escrito por James Gray, baseado no livro de mesmo nome de David Grann. É estrelado por Charlie Hunnam, Robert Pattinson, Tom Holland e Sienna Miller. O filme teve lançamento no dia 21 de abril de 2017 nos Estados Unidos. Em Portugal, A Cidade Perdida de Z estreou a 4 de maio de 2017.

## Sinopse
Os exploradores procuram o coronel britânico Percy Fawcett, que desapareceu tentando encontrar a lendária Cidade Perdida de Z, na região da Barra do Garças, no Mato Grosso, Pantanal do Brasil, em 1925.

## Elenco
- Charlie Hunnam como Percy Fawcett
- Robert Pattinson como Cabo Henry Costin.
- Sienna Miller como Nina Fawcett
- Tom Holland como Jack Fawcett
- Bobby Smalldridge como Jack Fawcett com 7 anos de idade
- Tom Mulheron como Jack Fawcett jovem
- Angus Macfadye como James Murray
- Edward Ashley como Cabo Arthur Manley
- John Sackville como Simon Beauclerk
- Adam Bellamy como Cecil Gosling
- Daniel Huttlestone como Brian Fawcett

## Recepção
O filme recebeu comentários geralmente favoráveis dos críticos de cinema. No Rotten Tomatoes tem uma classificação de aprovação de 87%, com base em 245 avaliações. No Metacritic, tem uma média ponderada 78 de 100, baseada em 44 críticos, indicando "avaliações geralmente favoráveis".